# Fíkovna (Lysice)
Fíkovna v Lysicích v okrese Blansko stojí v západní části areálu Lysického zámku u skleníku a oranžerie. Spolu se zámkem je chráněna jako nemovitá národní kulturní památka.

## Historie
Fíkovna byla postavena roku 1835. Tato technická památka byla v roce 1887 opatřena posuvnou střechou, která se na léto posunovala po kolejnicích do svahu za objektem fíkovny.
Zchátralá fíkovna sloužila léta jako skladiště. V roce 2023 byly přivezeny z pražského strahovského kláštera sazenice fíků a uloženy v oranžerii. V únoru 2024 byla fíkovna po dvouleté rekonstrukci orevřena.
Budova je určena k přezimování fíkovníku smokvoně, který je méně náročnou opadavou teplomilnou rostlinou.